# 三宅貴大
三宅貴大（日语：／ Miyake Takahiro，1989年12月4日—）是一名日本男性聲優，京都府出身，81 Produce所屬。

## 簡歷
2010年，畢業於Amusement Media綜合學院聲優學科。2011年5月1日，加入81 Produce Junior。

## 人物
方言為關西腔。
在動畫、電影配音、舞台劇等領域皆有活躍表現。
特技是棒球。

## 演出作品
※粗體字為主要角色。

### 電視動畫
2009年
- 科拉蒂每日的笑話

2011年
- 神樣DOLLS（村人）
- 激戰！彈珠人（ビーダーB）
- SKET DANCE（製作人、生活指導的老師、AD）
- 血戰-C（男）
- 星光少女 極光之夢（客、PA）
- 戰鬥陀螺 鋼鐵奇兵 4D（Braider、村民F）

2012年
- SKET DANCE（扮演真司的人、不良、籃球部員—）
- 戰鬥陀螺 鋼鐵奇兵 ZEROG（Braider C、Braider E、Braider B）
- 罪惡王冠（男學生、等等力聰）
- PSYCHO-PASS心靈判官（少年潛在犯）
- 花牌情緣（男學生、男）
- 旋風管家！CAN'T TAKE MY EYES OFF YOU（電影工作人員B）
- 向陽素描（アツシ）
- 最強學生會長（拳擊部部員）

2013年
- 旋風管家！Cuties（棒球部員）
- 伽利略少女（卡洛）
- 蠟筆小新（快遞員）
- 限制級殺手（大長先生的部下）
- 斯特拉女子學院高等科C3部（播音員）
- THE UNLIMITED 兵部京介（作業員）
- 鑽石王牌（槙原真澄）
- 塔麻可吉 奇蹟朋友（店員）
- 斷裁分離的罪惡之剪（男學生）
- 團地友夫（父親）
- 東京闇鴉（咒搜官、男子A、醉漢B、學生）
- 襲來！美少女邪神W（男）
- 打工吧！魔王大人（九流）
- 星光少女 彩虹舞台（手下1、主持人、男子2）
- 神奇寶貝超級願望 第2季 episode N（部隊長C、プラズマ團員）
- 神奇寶貝超級願望 第2季 傑可羅拉冒險（觀眾、船員、耿鬼、街上的人）
- 神奇寶貝 超夢～通往覺醒的序章～（バージルのシャワーズ）
- 名偵探柯南（刑事）

2014年
- 蠟筆小新（主裁判）
- 星光少女 彩虹舞台（Base）
- 名偵探柯南（刑事）
- KILL la KILL（金滿高中學生）
- 月刊少女野崎同學（演劇部員）
- 即使如此世界依然美麗（臣下）
- 天雷爭霸：復仇者聯盟（ワールウィンド）
- 哆啦A夢（大臣B）
- Baby Steps ~網球優等生~（一之瀨、教練、觀眾、佐藤）
- 飆速宅男（選手）

2015年
- 蠟筆小新（男B）
- 鑽石王牌 SECOND SEASON（山口健、長田翔平、二壘裁判、鵜久森選手A、鵜久森部員）
- 名偵探柯南（男）
- Baby Steps ~網球優等生~ 第2期（最上紀彥、客、記者）
- 絕對雙刃（K的哥哥）
- 俺物語！！（上司）
- 怪盜喬克（客）
- 境界之輪迴（店主）
- ゴー!ゴー!キッチン戦隊クックルン（怪人）
- 神奇寶貝XY（裁判）
- 神奇寶貝XY 特別篇 最強MEGA進化～Act III～（操作員）

2016年
- 鑽石王牌 SECOND SEASON（平畠遼）
- 亞人（太田、刑事、手下、播音員的聲音、報導記者、男性、少年、木村、暴徒、美軍 士兵）
- 境界之輪迴 第2期（荒河原靜香）
- 優村優志的溫柔世界（優村優志[6]）

2017年
- 超·少年偵探團NEO（各話怪人）
- 飆速宅男 NEW GENERATION（廣西作大）
- Spiritpact（端木寺明）
- 黑色推銷員NEW（帥哥、同事、社員、兒子、上班族、播音員、竹村、固定粉絲、網友）
- 小魔女學園（廣播）

2018年
- 飆速宅男（木利屋、觀眾）
- Basilisk ～櫻花忍法帖～（路人）

2019年
- 名偵探柯南（水澤翔）

2020年
- 寶石商人理察的謎鑑定（佐佐木義綱）

2023年
- 百姓貴族（主持、某農業生、農家C、獸醫、作物老師、學生A）

2024年
- 搖曳露營△ SEASON3（車長）
- 結緣甘神神社（少女的父親）

2025年
- 金牌得主（蛇崩遊大[7]）

### 劇場版動畫
2010年
- 劇場版戰鬥陀螺 鋼鐵奇兵VS太陽 灼熱的侵略者（ガヤ）

2012年
- 劇場版 血戰-C The Last Dark（乘客）

2019年
- 電影 我家3姊妹（父親）

2020年
- 鳴鳥不飛：烏雲密佈（杉本隼人[8]）

### OVA
2011年
- 魔法巧克力專門店（男學生C）
- 公主系girl樂園

2013年
- 暮蟬悲鳴時擴～Outbreak～（主持人）

2014年
- 史上最強弟子兼一（黑道）

2015年
- 鑽石王牌 倉持洋一特別番外篇-OutRun（ショーキチ）

### 網路動畫
2014年
- かなかなかぞく（爸爸[9]）
- 名偵探柯南 逃亡者·毛利小五郎（男）

### 遊戲
2010年
- 喧嘩番長4 ～一年戰爭～（速水勇太）
- 查克與歐布拉幻影的遊樂園

2012年
- 銀河遊騎兵（アカデミーズ 他）

2015年
- XUCCESS HEAVEN（ネビュロス、不破光[10]、[11]）

2017年
- 雞尾酒王子
- 迪士尼大冒險（ショップキーパー）

2021年
- 純愛手札Girl's Side 4th Heart（白羽空也）

2024年
- Final Fantasy VII 重生
- SaGa 碧翠之境（御堂綱紀[12]）

## 外部連結
- 三宅貴大 - 81プロデュースの公式サイト
- 三宅貴大的X（前Twitter）